# Метка Рани
Метка Рани (англ. The Mark of the Rani) — третья серия двадцать второго сезона классического научно-фантастического телесериала «Доктор Кто», состоящая из двух 45-минутных эпизодов, которые были показаны в период со 2 по 9 февраля 1985 года.

## Сюжет
ТАРДИС Доктора прибывает в деревню XIX века, где люди страдают слепой агрессией и ненавистью по отношению друг к другу. Никто не знает чем это вызвано, но число безумных вандалов-радикалов становится всё больше. И только одно связывает всех этих людей — красная отметка на шее, которой у них никогда не было. Доктор решает посетить живущего здесь известного изобретателя Джорджа Стефенсона, на встречу к которому придут многие учёные мира, — быть может, там он найдёт разгадку… А тем временем старый враг Доктора, — Мастер, — также оказывается поблизости деревушки и тоже пытается разобраться в происходящем. Вскоре происходит встреча Мастера с Рани — безумным гением Галлифрея, изгнанной с планеты за свои чудовищные опыты; именно Рани и работает сейчас с общественностью, превращая людей в неуёмные источники злобы, повинующиеся лишь ей. Мастер нацеливает Рани на сотрудничество в плане уничтожения их общего врага — Доктора… Но Доктор уже догадался о присутствии на Земле двух Повелителей Времени-ренегатов и тайно поработал с ТАРДИС Рани, установив в ней ловушку. Когда план Мастера и Рани срывается, они убегают в ТАРДИС, но попадаются в ловушку… Доктор и Пери улетают дальше, напоследок удивив Стефенсона…

## Трансляции и отзывы
| Эпизод    | Дата показа    | Продолжительность | Телезрители (в миллионах) |
| --------- | -------------- | ----------------- | ------------------------- |
| «Часть 1» | 2 февраля 1985 | 45:01             | 6.3                       |
| «Часть 2» | 9 февраля 1985 | 44:32             | 7.3                       |
| [ 1 ]     |                |                   |                           |

Марк Брэкстон, работая для еженедельника Radio Times, упомянул и о новом эпизоде «Доктора Кто», отозвавшись о нём, как о «освежающем, земном восторге», хваля съёмки натуры, работу над сценами и встречей персонажей, сказав, что «история вызывает немалый интерес»; также он похвалил работу дизайнеров над ТАРДИС Рани.

## Интересные факты
- В течение всего сезона сериал выпускался в формате 45-минутных эпизодов, в отличие от прежнего 25-минутного формата.
- Впервые в сериале появляется одна из постоянных антагонисток Доктора, Рани, роль которой исполнила Кейт О’Мара. Её имя означает "королева" или "госпожа" на хинди.
- Это последняя серия классического сериала, срежиссированная женщиной.